# Тростянецький провулок (Київ)
Тростяне́цький прову́лок — провулок у Дарницькому районі міста Києва, місцевості Нова Дарниця, село Шевченка. Пролягає від Тростянецької до Брацлавської вулиці.
До Тростянецького провулка прилучається Гостинний провулок.

## Історія
Виникла у середині XX століття під назвою 603-а Нова́ ву́лиця. З 1953 по 2022 провулок мав назву Славгородський, на честь міста Славгород. Сучасна назва — з 2022 року, на честь міста Тростянець.
У середині XX ст. неподалік існував інший провулок з назвою Тростянецький.